# Islombek Pirmanov
Islombek Pirmanov  (în rusă Исломбек Пирманов; n. 23 februarie 1995, Amudarya District⁠(d), Karakalpakstan, Uzbekistan) este un boxer uzbec. A evoluat în turneele World Series Box ca parte a clubului semi-profesional de box „Uzbek Tigers”. El a primit premiul de stat Ordinul Shon Sharaf în 2022.

## Cariera de amator
A câștigat șase medalii la Campionatele de box amatori din Asia Centrală în 2008-2013 și patru medalii de aur la Campionatele de box amatori din Asia Centrală în 2013 și 2016.

## Cariera la profesioniști
Pirmanov a avut 7 lupte pe ringul profesionist din Uzbekistan, toate s-au încheiat cu victoria sportivului uzbec. Pirmanov a revenit pe ring și a avut două lupte cu Asror Sotvoldiev și Khumoyun Rustamov, învingându-i pe amândoi.
Pe 31 mai 2021, Pirmanov a intrat în ring împotriva lui Rauf Agayev din Azerbaidjan pentru centura internațională vacantă a World Boxing Council (WBC), Pirmanov și-a învins adversarul prin WBC.
Pe 15 octombrie 2021, în lupta împotriva lui Alexander Saltykov, va câștiga prin TKO.
În cea de-a doua luptă împotriva lui Turat Osmanov (24-2, 23 KO) din Tașkent, în vârstă de 25 de ani, pe 2022, Pirmanov a câștigat centura WBA Intercontinental cu un knockout în al doilea tur.